# Дятел волохатий
Д́ятел волох́атий (Leuconotopicus villosus) є середньої величини північноамериканським дятлом. За оцінками, у 2003 році їх кількість складала понад дев'ять мільйонів особин. Дятел волохатий зазначається МСОП як вид з найменшим ризиком у Північній Америці. Деякі таксономічні органи, включаючи Американське орнітологічне товариство, продовжують розміщувати цей вид у роді Picoides, а інші - в Dryobates. , але фактично від 2015 за результатами хромосомних досліджень він поміщений в окремий рід Leuconotopicus. 

## Поширення
Волохатий дятел населяє зрілі широколистяні ліси  на Багамах, у Канаді, Коста-Риці, Сальвадорі, Гватемалі, Гондурасі, Мексиці, Нікарагуа, Панамі, Пуерто-Рико, на Сен-П'єр і Мікелоні, островах Теркс і Кайкос, а також у США.   Пара дятлів звичайно видовбує в дереві дупло, куди самиця відкладає, в середньому, четверо білих яєць. 

## Опис

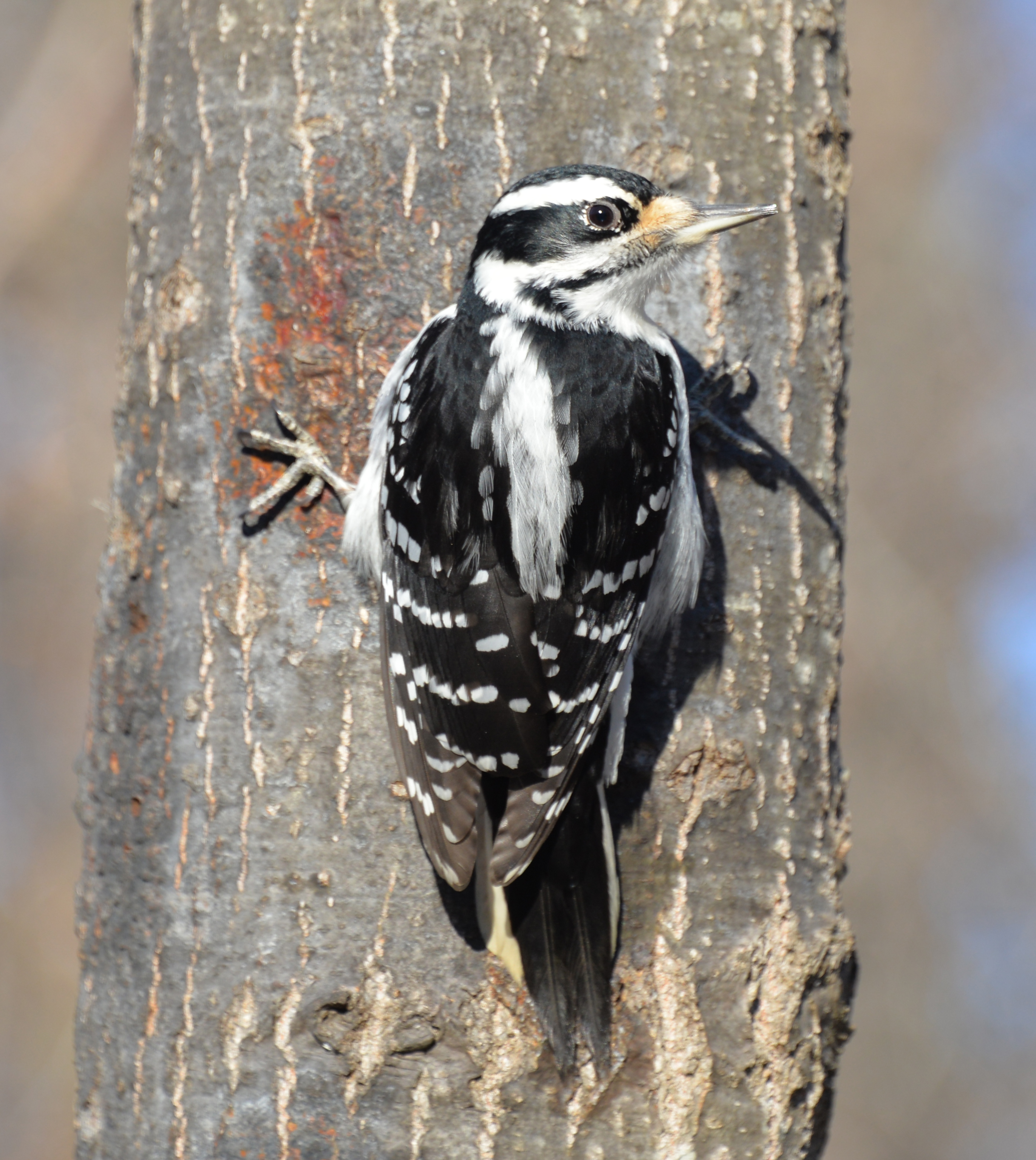
Самиця не має червоної відзнаки на голові

Дорослі в основному мають чорний верх і крила, з білою або буруватою спиною і білими плямами на крилах; горло і живіт варіюють від білого до коричневого, в залежності від підвиду. Дві білі смуги коло ока — одна над і одна під оком.  У дятла волохатого чорний хвіст з білими зовнішніми перами. З нижньої сторони хвоста пера білі без смужок і плям. Дорослі самці мають одностайну або здвоєну червону пляму на потилиці; молоді самці мають червону або рідше помаранчево-червону відзнаку на тім'ї. 
Розмірами в середньому близько 25 см у довжину з розмахом крил 38 см. За статистичними даними довжина тіла волохатого дятла 18-26 см, розмах крил 33-43 см і вага 40|-95 г.    Він практично ідентичний оперенням до дрібнішого дятла пухнастого. Пухнастий має пропорційно коротший дзьоб відносно розміру голови, і за цією пропорцією, окрім розміру, голосу, найлегше розрізнити їх у природі. Ці два види, однак, не є близько споріднені, і останнім часом таксономічно їх розміщено в різних родах.  Інший спосіб розрізнити два види - за наявністю чи відсутністю плям на білих перах хвоста (є в пухнастого і нема в волохатого). Їх зовнішнє схожість - вражаючий приклад конвергентної еволюції. Щодо причини цієї конвергенції, то були висунуті лише робочі гіпотези; в будь-якому випадку, через значну різницю в розмірах, екологічна конкуренція між двома видами є незначною. 

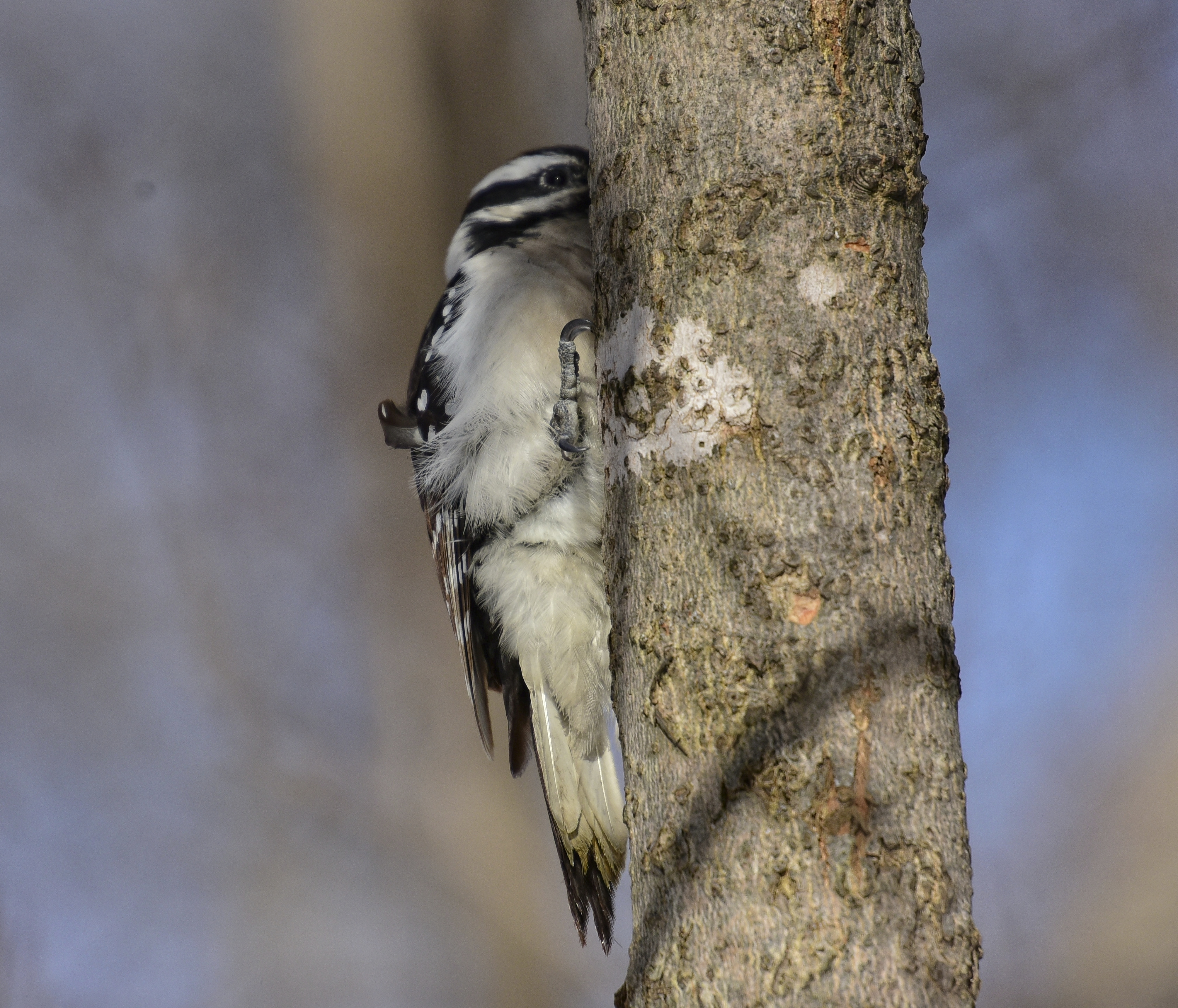
На перах внутрішньої сторони хвоста немає темних смуг

Ці птахи є переважно тримаються і влітку, і взимку на одній території. Птахи з крайньої півночі ареалу можуть мігрувати дещо на південь; птахи в гірських районах можуть переходити на нижчі висоти. 

Ці птахи харчуються на деревах, часто підважуючи або роздовбуючи кору, щоб дістатися до комах. Вони в основному їдять комах, а також фрукти, ягоди і горіхи, лише зрідка — також сік дерев. Вони є природним хижаком метелика Ostrinia nubilalis, який лише сільськогосподарській промисловості США завдає збитків більше 1 мільярда доларів щорічно в результаті втрат врожаю та витрат на боротьбу з шкідником.   Буває також, що вони довбають дерев'яні віконні рами та дерев'яну обшивку хат, шукаючи комах. 